# Orinocosa paraguensis
Orinocosa paraguensis är en spindelart som först beskrevs av Willis J. Gertsch och Wallace 1937.  Orinocosa paraguensis ingår i släktet Orinocosa och familjen vargspindlar.
Artens utbredningsområde är Paraguay. Inga underarter finns listade i Catalogue of Life.